# Apomecyna grandis
Apomecyna grandis är en skalbaggsart som beskrevs av Schwarzer 1929. Apomecyna grandis ingår i släktet Apomecyna och familjen långhorningar. Inga underarter finns listade i Catalogue of Life.